# Elezioni comunali in Emilia-Romagna del 2001
Il 13 maggio 2001 (con ballottaggio il 27 maggio) in Emilia-Romagna si tennero le elezioni per il rinnovo di numerosi consigli comunali.

## Ferrara

### Cento
| Candidati e Liste                                        | Voti   | %      | Seggi |
| -------------------------------------------------------- | ------ | ------ | ----- |
| Annalisa Bregoli                                         | 6.096  | 27,99  | -     |
| Alleanza per Cento                                       | 4.992  | 26,90  | 12    |
| Stefano Gallerani                                        | 8.119  | 37,28  | 1     |
| Forza Italia                                             | 3.221  | 17,35  | 3     |
| Alleanza Nazionale                                       | 1.870  | 10,08  | 1     |
| Lista Civica                                             | 748    | 4,03   | -     |
| Centro Cristiano Democratico-Cristiani Democratici Uniti | 748    | 4,03   | -     |
| Lega Nord                                                | 415    | 2,24   | -     |
| Massimo Manderioli                                       | 5.982  | 27,47  | 1     |
| Progetto Democratico                                     | 5.152  | 27,76  | 2     |
| Marco Tassinari                                          | 1.342  | 6,16   | -     |
| Partito della Rifondazione Comunista                     | 1.230  | 6,63   | -     |
| Antonio Baroni                                           | 238    | 1,09   | -     |
| Fiamma Tricolore                                         | 184    | 0,99   | -     |
| Totale alle liste                                        | 18.560 | 100,00 | 18    |
| TOTALE                                                   | 21.777 | 100,00 | 20    |

## Forlì-Cesena

### Cesenatico
| Candidati e Liste                                        | Voti   | %       | Seggi |
| -------------------------------------------------------- | ------ | ------- | ----- |
| Damiano Zoffoli                                          | 8.201  | 51,95   | -     |
| Democratici di Sinistra                                  | 3.668  | 26,40   | 6     |
| Lista Zoffoli                                            | 3.172  | 22,83   | 6     |
| Comunisti Italiani                                       | 305    | 2,20    | -     |
| Primo Sasselli                                           | 6.098  | 38,63   | 1     |
| Forza Italia                                             | 2.724  | 19,61   | 5     |
| Alleanza Nazionale                                       | 1.050  | 7,56    | 1     |
| Partito Repubblicano Italiano                            | 821    | 5,91    | 1     |
| Centro Cristiano Democratico-Cristiani Democratici Uniti | 419    | 3,02    | -     |
| Lega Nord                                                | 161    | 1,16    | -     |
| Nuovo PSI                                                | 130    | 0,94    | -     |
| Giancarlo Urbini                                         | 454    | 2,88    | -     |
| Lista Civica                                             | 463    | 2,33    | -     |
| Mario Della Chiesa                                       | 438    | 2,77    | -     |
| Partito della Rifondazione Comunista                     | 428    | 3,08    | -     |
| Rosanno Zavatta                                          | 233    | 1,48    | -     |
| Lista Civica                                             | 219    | 1,58    | -     |
| Giuseppe Bertizzolo                                      | 231    | 1,46    | -     |
| Federazione dei Verdi                                    | 211    | 1,52    | -     |
| Mauro Brighi                                             | 130    | 0,82    | -     |
| Lista Civica                                             | 123    | 0,89    | -     |
| Totale alle liste                                        | 13.894 | 100,00  | 19    |
| TOTALE                                                   | 15.785 | 100,00' | 20    |

## Modena

### Finale Emilia
| Candidati e Liste                                                               | Voti   | %       | Seggi |
| ------------------------------------------------------------------------------- | ------ | ------- | ----- |
| Raimondo Soragni                                                                | 6.132  | 55,27   | -     |
| Lista Democratica di Progresso                                                  | 2.596  | 31,49   | 8     |
| Costruiamo Insieme (Partito della Rifondazione Comunista-Federazione dei Verdi) | 721    | 8,75    | 2     |
| Centro per il Progresso                                                         | 636    | 7,71    | 1     |
| Lista per Finale Emilia                                                         | 554    | 6,72    | 1     |
| Monica Malaguti                                                                 | 4.699  | 42,35   | 1     |
| Rinascita Finalese (Forza Italia-Alleanza Nazionale)                            | 2.252  | 27,32   | 5     |
| Centro Cristiano Democratico-Cristiani Democratici Uniti                        | 506    | 6,14    | 1     |
| Lo Scariolante                                                                  | 416    | 5,05    | 1     |
| Lega Nord                                                                       | 318    | 3,86    | -     |
| Edoardo Vicenzi                                                                 | 264    | 2,38    | -     |
| Lista Civica di Centro-sinistra                                                 | 245    | 2,97    | -     |
| Totale alle liste                                                               | 8.244  | 100,00  | 19    |
| TOTALE                                                                          | 11.095 | 100,00' | 20    |

## Ravenna

### Ravenna
| Candidati e Liste             | Voti    | %       | Seggi |
| ----------------------------- | ------- | ------- | ----- |
| Vidmer Mercatali              | 62.609  | 61,13   | -     |
| Democratici di Sinistra       | 29.755  | 33,15   | 15    |
| La Margherita                 | 13.011  | 14,50   | 6     |
| Partito Repubblicano Italiano | 5.642   | 6,29    | 2     |
| Rifondazione Comunista        | 4.615   | 5,14    | 2     |
| Comunisti Italiani            | 1.353   | 1,51    | -     |
| Arnaldo Roncuzzi              | 28.283  | 27,62   | 1     |
| Forza Italia                  | 18.119  | 20,19   | 9     |
| Alleanza Nazionale            | 6.060   | 6,75    | 2     |
| Lega Nord                     | 1.103   | 1,23    | -     |
| Alvaro Ancisi                 | 7.257   | 7,09    | 1     |
| Lista per Ravenna             | 6.333   | 7,06    | 1     |
| Maria Grazia Beggio           | 3.320   | 3,24    | 1     |
| Federazione dei Verdi         | 2.930   | 3,26    | -     |
| Roberto Venturi               | 947     | 0,92    | -     |
| La Tua Ravenna                | 827     | 0,92    | -     |
| Totale alle liste             | 89.748  | 100,00  | 37    |
| TOTALE                        | 102.416 | 100,00' | 40    |

## Rimini

### Rimini
| Candidati e Liste                                        | Voti   | %       | Seggi |
| -------------------------------------------------------- | ------ | ------- | ----- |
| Alberto Ravaioli                                         | 44.279 | 47,32   | -     |
| Democratici di Sinistra                                  | 20.732 | 25,04   | 13    |
| La Margherita                                            | 13.695 | 16,54   | 8     |
| Federazione dei Verdi                                    | 2.063  | 2,49    | 1     |
| Comunisti Italiani                                       | 1.455  | 1,76    | -     |
| Gianluca Spigolon                                        | 32.824 | 35,08   | 1     |
| Forza Italia                                             | 25.335 | 30,60   | 11    |
| Centro Cristiano Democratico-Cristiani Democratici Uniti | 1.371  | 1,66    | -     |
| Lega Nord                                                | 946    | 1,14    | -     |
| Democrazia Europea                                       | 884    | 1,07    | -     |
| Partito Repubblicano Italiano                            | 624    | 0,75    | -     |
| Liliana Cingolani                                        | 8.800  | 9,41    | 1     |
| Alleanza Nazionale                                       | 8.691  | 10,50   | 3     |
| Cesare Mangianti                                         | 3.768  | 4,03    | 1     |
| Rifondazione Comunista                                   | 3.495  | 4,22    | 1     |
| Nedo Pivi                                                | 2.324  | 2,48    | -     |
| Italia dei Valori                                        | 2.124  | 2,57    | -     |
| Manuela Fabbri                                           | 913    | 0,98    | -     |
| L'Ala                                                    | 781    | 0,94    | -     |
| Gilberto Bianchini                                       | 658    | 0,70    | -     |
| Nuovo PSI                                                | 601    | 0,73    | -     |
| Totale alle liste                                        | 82.797 | 100,00  | 37    |
| TOTALE                                                   | 93.566 | 100,00' | 40    |